# Lepiniopsis
Lepiniopsis là chi thực vật có hoa trong họ Apocynaceae.